# Лукаш, Екатерина Васильевна
Екатерина Васильевна Лукаш (род. 13 июля 1993, Воронеж) — российская оперная певица (меццо-сопрано). Солистка Музыкального театра имени К. С. Станиславского и Вл. И. Немировича-Данченко. Лауреат Национальной оперной премии «Онегин». Номинант Российской национальной премии Золотая Маска. Приглашённая солистка Нижегородского театра оперы и балета имени А. С. Пушкина, приглашённая солистка Красноярского театра оперы и балета имени Дмитрия Хворостовского, приглашённая солистка Татарского академического театра оперы и балета имени М. Джалиля, приглашённая солистка Воронежского академического театра оперы и балета.

## Биография
Родилась в Воронеже. Её отец — следователь-криминалист, мама — инженер-архитектор. Екатерина с детства начала заниматься в музыкальной школе вокалом, и преподаватели сразу отметили прекрасные данные — голос и слух, и советовали посвятить себя этой области искусства.
Сразу после окончания школы поступила в вуз на факультет философии и психологии в родном Воронеже, но затем все же поехала в Москву — и сразу поступила в ГИТИС с высшими баллами.
В 2015 году с отличием окончила факультет музыкального театра Российской академии театрального искусства ГИТИС в Москве (мастерская народных артистов А.Б Тителя и И.Н Ясуловича). С 2016 года продолжила обучение вокальному мастерству в классе педагога Поповой Натальи Алексеевны. Певица считает своими наставниками в профессии своих преподавателей из ГИТИСА — художественного и музыкального руководителя МАМТ Александра Борисовича Тителя и профессора ГИТИСа, актёра, режиссёра, сценариста Игоря Николаевича Ясуловича и педагога по режиссуре ГИТИСа Анну Трифонову.
С 2014—2017 года стажировалась в Московском академическом Музыкальном театре им. К. С. Станиславского и Вл. И. Немировича-Данченко. Дебютировала на сцене театра в партии Орфея в опере «Орфей и Эвридика» К. В. Глюка в постановке Ирины Лычагиной.
С Симфонической капеллой под руководством Валерия Полянского приняла участие в концертном исполнении оперы С.С Прокофьева «Война и мир» в партии Сони на Новой сцене Большого театра России.
С 2017 года приглашённая солистка Татарского академического театра оперы и балета им. Мусы Джалиля и постоянная участница Шаляпинского фестиваля театра.
В июне 2019 года Екатерина Лукаш участвовала в мировой премьере оперы Владимира Николаева «Рабочий и Колхозница» в партии Марлен Дитрих под руководством Большого симфонического оркестра Санкт-Петербурга (дирижёр Филипп Чижевский, режиссёр Евгений Кулагин).
В 2020 году дебютировала в Большом театре России, исполнив заглавную партию в опере Ж.Оффенбаха «Перикола», дирижёр Филипп Чижевский, режиссёр Филипп Григорян.
В 2020 году дебютировала в партии Ромео в опере «Капулетти и Монтекки» В.Беллини на Пятом фестивале музыкальных театров «Видеть Музыку».
В 2021 году приняла участие в мировой премьере оперы Игоря Райхельсона «Сожжённая глава Евгения Онегина» в Большом зале Московской консерватории, дирижёр Филипп Чижевский, проект Павла Каплевича.
В 2021 году дебютировала в партии Керубино в опере В.А Моцарта «Свадьба Фигаро» в Воронежском государственном театре оперы и балета, дирижёр Феликс Коробов, режиссёр Михаил Бычков.
С 2021 года солистка Московского академического Музыкального театра имени К. С. Станиславского и Вл. И. Немировича-Данченко.
В Нижегородском театре оперы и балета имени А.С Пушкина в сентябре 2022 года исполнила партию Графини в опере П.И Чайковского «Пиковая дама» в возобновлённой постановке Большого театра (режиссёр Валерий Фокин), а в марте 2023 года дебютировала в заглавной партии Ж.Бизе в премьере оперы «Кармен» (режиссёр Л.Мороз, дирижёр Д.Синьковский).
В 2023 году дебютировала в партии Любаши в опере Римского-Корсакова «Царская невеста» и партии «Кармен» на сцене Музыкального театра имени К. С. Станиславского и Вл. И. Немировича-Данченко.
В настоящее время артистка ведёт активную концертную и театральную деятельность.

## Творческое сотрудничество
Работала с такими дирижёрами как Феликс Коробов, Дмитрий Синьковский, Дмитрий Юровский, Филипп Чижевский, Марко Боэми, Фабио Мастранджело, Кристиан Кнапп, Ариф Дадашев, Тимур Зангиев
Сотрудничает режиссёрами:
Александр Титель, Ирина Лычагина, Евгений Кулагин, Елизавета Мороз, Владимир Панков, Людмила Налетова, Игорь Ушаков, Дмитрий Белянушкин, Игорь Ясулович

## Репертуар
- Орфей «Орфей и Эвридика» К. В. Глюк
- Дорабелла «Так поступают все» В.А Моцарт
- Керубино «Свадьба Фигаро» В.А Моцарт
- Третья Дама «Волшебная флейта» В.А Моцарт
- Адальджиза «Норма» В.Беллини
- Ромео «Капулетти и Монтекки» В.Беллини
- Дитя «Дитя и волшебство» М.Равель
- Никлаус «Сказки Гофмана» Ж.Оффенбах
- Перикола «Перикола» Ж.Оффенбах
- Пятница «Робинзон Крузо» Ж.Оффенбах
- Кармен «Кармен» Ж.Бизе
- Орловский «Летучая мышь» И.Штраус
- Маддалена «Риголетто» Д.Верди
- Амнерис «Аида» Д.Верди
- Клариче, Смеральдина «Любовь к трем апельсинам» С. С. Прокофьев
- Элен Безухова, Соня «Война и мир» С. С. Прокофьев
- Ткачиха «Сказка о царе Салтане» Н. А. Римский-Корсаков
- Любаша «Царская невеста» Н. А. Римский-Корсаков
- Любава «Садко» Н. А. Римский-Корсаков
- Ольга «Евгений Онегин» П. И. Чайковский
- Полина, Графиня «Пиковая дама» П. И. Чайковский
- Марина Мнишек «Борис Годунов» М.Мусоргский
- Кончаковна «Князь Игорь» А. П. Бородин

## Общественное признание
Работу певицы высоко оценивают критики:
«Слух и взор радовался Екатерине Лукаш в партии Любаши — красивый тембр, яркий образ, прекрасная внешность, которой и нелепый живот не смог навредить».
Ее Любаша мечется между страхами быть покинутой Григорием и навредить ребёнку, но не скатывается в однобокую страстность и отчаяние. Грудное, проникающее под кожу меццо только украшает несчастную Любашу и одинаково хорошо звучит что в страдальческой песне («Снаряжай скорей»), что в кровавом финале.
Любашу — драматическую партию брошенной опозоренной любовницы — отлично спела Екатерина Лукаш (лауреатка Национальной оперной премии «Онегин» 2022 года). Её очень современный голос придал вокальному строю «Царской невесты» толику вроде бы задуманной режиссёром футуристичности.
«Но зато для меня очевидно, что Екатерина Лукаш замечательно играет гомерически смешное, очень живое и милое… скажем так, существо, каждое появление которого встречают улыбки и аплодисменты. Лукаш играет туземца, который познает мир. Иногда в поведении Пятницы вдруг появляется что-то животное, а иногда — поразительно наивное, человеческое».
«Высокая хрупкая красавица в чёрном платье, украшенном чёрной розой, она словно леди из 30‑х годов эпохи джаза властвует умами и душами окружающих. Екатерина Лукаш в этой роли восхитительна. Блестящее вокальное исполнение она дополняет глубоким драматическим талантом».
«Скрепляющим звеном стала приглашенная солистка Большого театра Екатерина Лукаш — Керубино. …Сочный, матовый тембр, романтичность трактовки и сценическое обаяние сразу превратили зрителей в фанатов этой певицы. Её Керубино скорее приближается к пажу Октавиану из „Кавалера розы“ Р.Штрауса, и, думается, это не просто субъективная ассоциация».
«… работа Лукаш — это и в музыкальном смысле и в игровом салют, фейерверк, сто бутылок шампанского, открытых одновременно».
«Еще один убедительный образ — Графиня (Екатерина Лукаш). Обычно эту партию отдают солисткам в возрасте, но на нижегородской сцене Графиня молода и хороша собой. Легко узнаваемая по высокому парику, она с каждым появлением притягивает взгляд и не отпускает».
«У Екатерины красивое, глубокое меццо, не сладкое, не медовое — скорее пряное и с металлом, но очень выразительное. Кроме того, артистка отлично пользуется своим инструментом, но самое главное — её голос, это не просто красивый и искусный инструмент, но медиум, способный передавать тонкие градации эмоционального состояния героя, разнообразный в нюансировке. Медитативно-меланхолическая манера пения Лукаш идеально подошла к партии, позволив создать образ глубоко страдающего, отрешенного от мирских радостей, готового к самопожертвованию героя».
«Екатерина Лукаш — первоклассная певица. Природа щедро одарила её красивым меццо-сопрано, актёрской органикой и идеальной сценической фактурой».

## Награды
Лауреат Национальной оперной премии Онегин в Номинации «Фаворит» в 2022 году за исполнение партии Пятницы в опере «Робинзон Крузо» (МАМТ, режиссёр Александр Титель).
Номинирована на Российскую национальную театральную премию «Золотая Маска»: в 2021 году — за исполнение партии Керубино («Свадьба Фигаро» в постановке Михаила Бычкова).